# 喜帕恰斯 (庇西特拉图之子)
喜帕恰斯是雅典之庇西特拉圖的兒子。他與弟弟希庇阿斯關係密切，特別是在贊助藝術方面。他邀請阿那克里翁和西莫尼德斯前往雅典。他在514年被哈爾摩狄奧斯和阿里斯托革頓謀殺。